# Edmundsella pedata

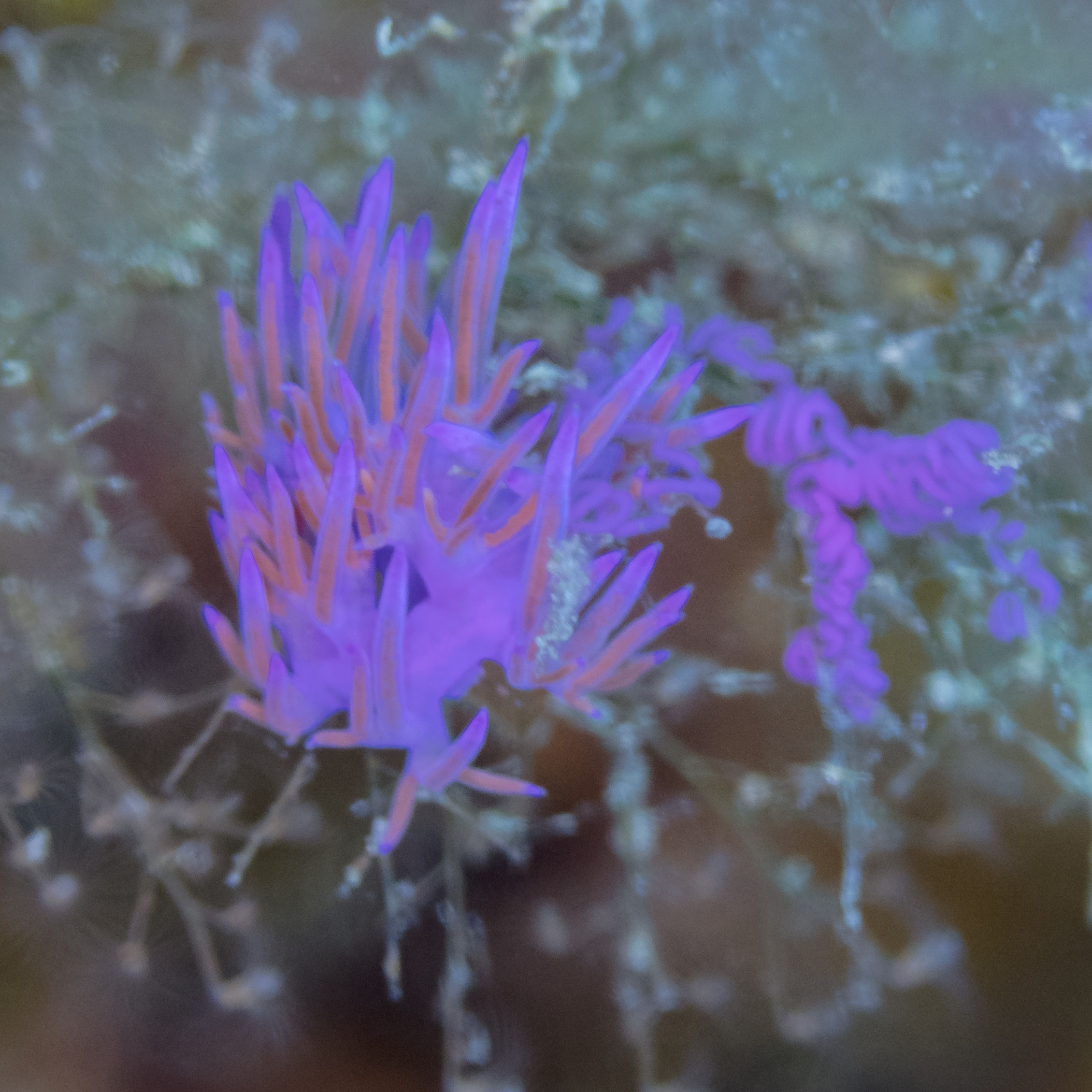
Edmundsella pedata en Cabo de Palos, Murcia (España).

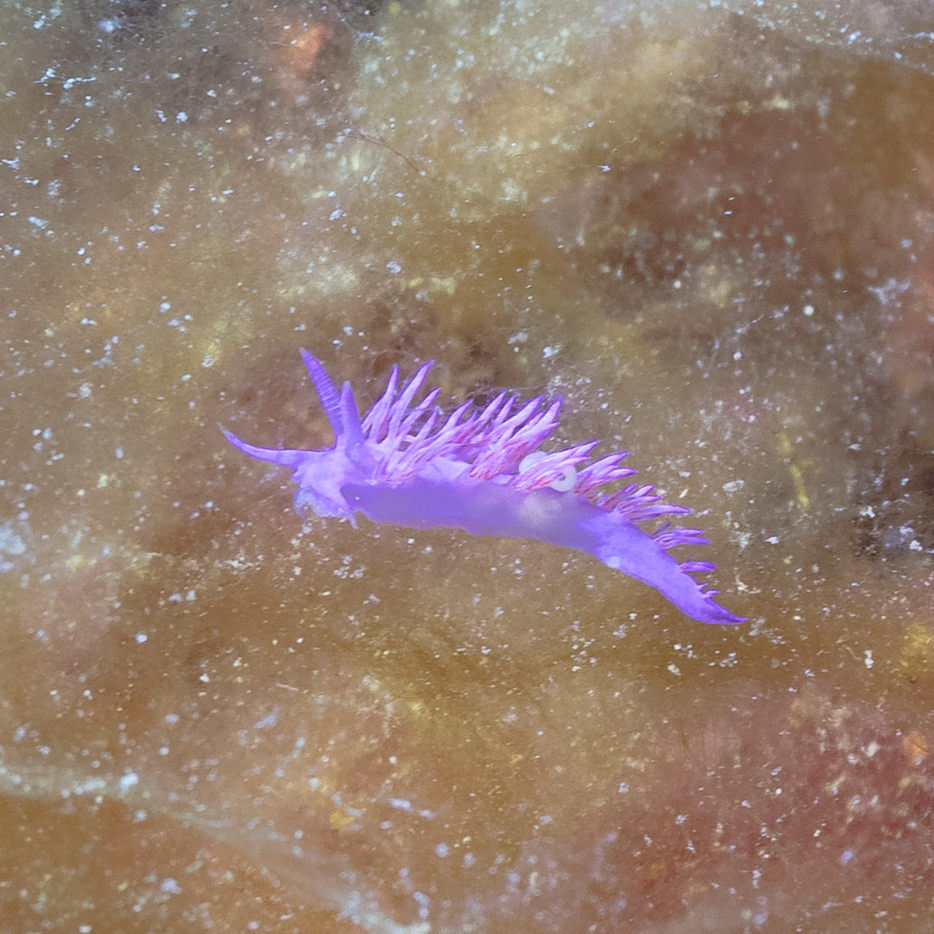
Otro ejemplar.

Edmundsella pedata es una especie de babosa marina, un nudibranquio eólido, un molusco gasterópodo marino de la familia Flabellinidae.

## Descripción
Esta especie tiene una coloración rosa-violeta distintiva en todo su cuerpo. En el Mediterráneo puede crecer hasta una longitud de 20 mm, mientras que los especímenes en el océano Atlántico pueden alcanzar los 50 mm. Los cerata tienen anillos blancos en la punta y se presentan en racimos que están unidos en sus bases. Las extremidades son de color blanco opaco. Normalmente, la glándula digestiva es roja.

## Distribución
Edmundsella pedata se encuentra tan al norte como Trøndelag, Noruega, alrededor de todas las islas británicas y hasta el Mediterráneo. Aunque es una especie común, rara vez se encuentra en abundancia.

## Hábitat
Esta especie se encuentra, a menudo solitaria o en parejas, en áreas sublitorales sobre sustratos duros, como superficies rocosas algo expuestas.
Esta babosa de mar se alimenta de Eudendrium (una especie de hidrozoos). La especie exacta no está clara, pero en Dinamarca se informa que es E. ramosum. También pone una fina cinta o hilo de huevas de color blanco sobre el Eudendrium.